# 约旦国家男子篮球队
约旦國家男子籃球隊 是一支代表约旦出战各项国际赛事的篮球队，是亚洲地区的强队之一，并於2009年，2011年两次进入亚锦赛前三名。

## 主要成绩
- 1992年，第7屆泛阿拉伯男籃比赛第2名。
- 1999年，第9屆泛阿拉伯男籃比赛第2名。
- 2002年，阿布杜拉二世國王盃第2名。
- 2004年，阿布杜拉二世國王盃第1名、卡塔爾國際男籃盃第1名。
- 2005年，西亞運動會男籃第2名、阿布杜拉二世國王盃第4名。
- 2006年，卡塔爾亞運會男籃第4名、阿布杜拉二世國王盃第3名。
- 2007年，威廉瓊斯盃第1名；阿拉伯籃球盃第1名、泛阿拉伯运动会第2名、阿布杜拉二世國王盃第1名。
- 2008年，FIBA亞洲斯坦科维奇盃第1名、阿拉伯籃球盃第2名、卡塔爾友誼錦標賽第1名、威廉瓊斯盃第1名、西亞籃球盃第2名。
- 2009年，意大利國際錦標賽第4名、卡塔爾國際錦標賽第2名、威廉瓊斯盃第2名、中國天津亞錦賽第3名。
- 2010年，世錦賽第21名。
- 2011年，中國武漢亞錦賽第2名。
- 2013年，菲律賓馬尼拉亞洲男籃錦標賽第7名。
- 2015年，中國長沙亞洲男籃錦標賽第9名。
- 2023年，世界盃籃球賽第32名。
- 2025年，沙烏地阿拉伯吉達亞洲盃籃球賽第11名。

## 主教练
- Tab Baldwin（2011–2012）
- Murad Barakat（2012–2019）
- Joseph Anthony Stiebing（2019–）

## 著名球员
- 赛义德·阿巴斯
- 奥萨马·道格拉斯
- 朗戴·霍利斯-傑弗森